# Empoli F.C. (kvinder)
Empoli F.C. Ladies er en italiensk fodboldklub for kvinder fra byen Empoli. Klubben blev etableret i 2016 og spiller pr. 2020 i Serie A.

## Truppen
| Nr. | Land    | Position | Spiller                      |
| --- | ------- | -------- | ---------------------------- |
| 1   | Italien | MM       | Alessia Capelletti           |
| 3   | Italien | FO       | Lucia Di Guglielmo (anfører) |
| 4   | Italien | FO       | Margherita Brscic            |
| 5   | Italien | FO       | Marta Varriale               |
| 6   | Holland | MI       | Anna Knol                    |
| 7   | Italien | MI       | Cecilia Prugna               |
| 8   | Italien | FO       | Nicole Fabbroni              |
| 9   | Italien | AN       | Elisa Polli                  |
| 10  | Italien | MI       | Norma Cinotti                |
| 11  | Italien | MI       | Silvia Leonessi              |
| 13  | Italien | MM       | Noemi Fedele                 |
| 14  | Italien | AN       | Aurora De Rita               |

| Nr. | Land    | Position | Spiller            |
| --- | ------- | -------- | ------------------ |
| 17  | Italien | AN       | Arianna Acuti      |
| 18  | Italien | AN       | Benedetta Glionna  |
| 19  | Holland | AN       | Chanté Dompig      |
| 20  | Italien | FO       | Gloria Giatras Zoi |
| 23  | Italien | MI       | Melissa Bellucci   |
| 24  | Italien | FO       | Martina Toniolo    |
| 27  | Italien | FO       | Eleonora Binazzi   |
| 29  | Italien | MI       | Marta Morreale     |
| 30  | Italien | AN       | Morena Iannazzo    |
| 38  | Italien | AN       | Matilde De Matteis |
| 44  | Italien | AN       | Giorgia Miotto     |
| 77  | Italien | MM       | Francesca Fabiano  |